# Анарський сільський округ
Ана́рський сільський округ (каз. Анар ауылдық округі, рос. Анарский сельский округ) — адміністративна одиниця у складі Аршалинського району Акмолинської області Казахстану. Адміністративний центр — станційне селище Анар.
Населення — 1085 осіб (2021; 1537 у 2009, 2073 у 1999, 2346 у 1989).
Станом на 1989 рік існували Анарська сільська рада (села Актасти, Анар, Донецьке, селище Роз'їзд 45) та Берсуатська сільська рада (села Байдали, Берсуат, Роздольне). 1993 року село Актасти та колишнє селище Роз'їзд 45 увійшли до складу Вишневської селищної адміністрації, усі інші населені пункти утворили Анарський сільський округ (села Анар, Байдала, Бірсуат, Донецьке, Роздольне). Пізніше села Байдала, Бірсуат та Роздольне утворили окремий Берсуатський сільський округ.

## Склад
До складу округу входять такі населені пункти:
| Населений пункт        | Колишні назви | Населення, осіб (1989) | Населення, осіб (1999) | Населення, осіб (2009) | Населення, осіб (2021) |
| ---------------------- | ------------- | ---------------------- | ---------------------- | ---------------------- | ---------------------- |
| Анар, станційне селище | -             | 1762                   | 1508                   | 1117                   | 790                    |
| Анарколь, село         | Донецьке      | 584                    | 565                    | 420                    | 295                    |